# Дороговцев Андрій Анатолійович
Дороговцев Андрій Анатолійович (нар. 24 червня 1962) — український математик, доктор фізико-математичних наук (1992), професор (2004), член-кореспондент НАН України (2021).

## Біографія
1984 року закінчив механіко-математичний факультет Київського національного університету імені Тараса Шевченка.
1992 — доктор фізико-математичних наук, за темою «Стохастический анализ».
Завідувач відділу теорії випадкових процесів Інституту математики Академії наук України (з 2006 року).

## Наукові інтереси
- стохастичний аналіз
- теорії ймовірностей у нескінченновимірних просторах
- мірозначні випадкові процеси.

## Відзнаки
- Державна премія України в галузі науки і техніки (2003)